# Jüdischer Feminismus

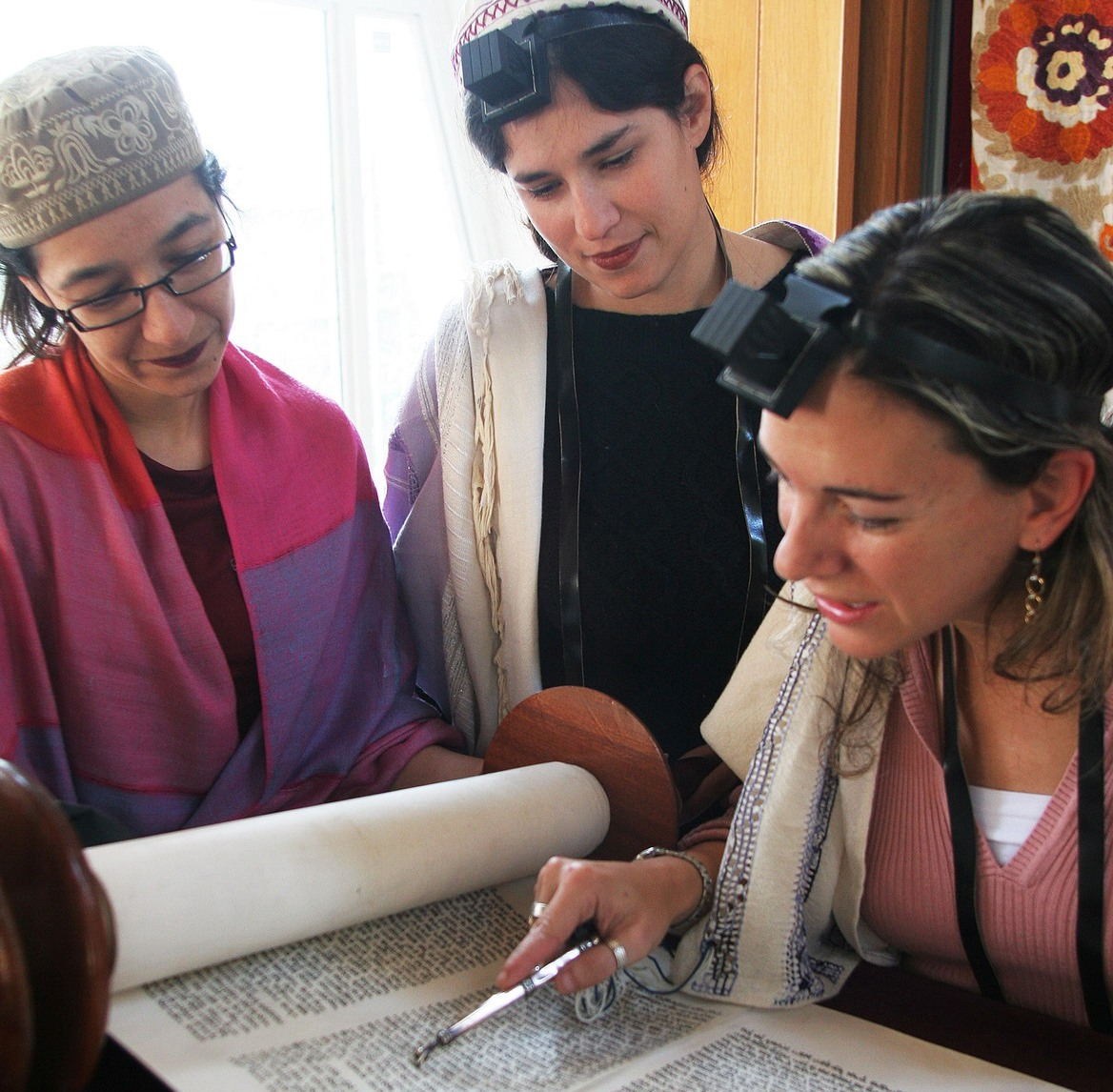
Rabbinerinnen bei der Toravorlesung

Der jüdische Feminismus  ist eine Bewegung mit dem Ziel, Frauen in ihrem religiösen, rechtlichen und gesellschaftlichen Status den Männern gleichzustellen. In allen wichtigen Strömungen des Judentums, von der Orthodoxie bis zum Reformjudentum, sind feministische Bestrebungen mit unterschiedlichen Auffassungen und mit unterschiedlichem Erfolg hervorgetreten und halten unvermindert an.

## Entstehungsgeschichte
In seiner modernen Form kann der jüdische Feminismus auf die frühen 1970er Jahre in den Vereinigten Staaten zurückgeführt werden, als im Rahmen der zweiten Frauenbewegung erste jüdisch-feministische Frauengruppen entstanden.
1935 war die später im KZ Auschwitz-Birkenau ermordete Regina Jonas als weltweit erste Rabbinerin in Deutschland ordiniert worden.
Mit Sally Priesand, einer Vertreterin des Reformjudentums, wurde 1972 erstmals wieder eine Rabbinerin ordiniert.
1973 fand die erste US-amerikanische Nationalkonferenz jüdischer Frauen in New York statt. Die im Anschluss daran erschienene Sonderausgabe des Magazins Response. A Contemporary Jewish Review veröffentlichte unter dem Titel The Jewish Women. An Anthology in 30 Artikeln die Ideen der jüdischen feministischen Bewegung und bewirkte, dass sich Frauengruppen in den USA, Europa und Israel die Frage nach der Rolle der Frau im Judentum stellten.
1974 wurde auf einer zweiten Konferenz die internationale Jewish Feminist Organization in den USA gegründet.
Nach Darstellung der amerikanischen Religionswissenschaftlerin Judith Plaskow betrafen die wichtigsten Anliegen und Proteste der jüdischen Feministinnen der 1970er Jahre die Nachrangigkeit und Marginalisierung von Frauen in der jüdischen Tradition. Dazu gehörte u. a. der Ausschluss von Frauen aus Gebetsgruppen (Minjan), die Verweigerung des Rechts zur Zeugenaussage oder einen Scheidungsantrag vor religiösen Gerichten zu stellen. Judith Plaskow betont, dass jüdischer Feminismus mehr als ausschließlich eine religiöse Bewegung sei, ייִדישקײט (yidishkayt) Jüdischkeit umfasst mehr als die religiöse Identität. Die Transformation des Status und der Rollen von Frauen im religiösen Leben sei daher nur eines der Themen der jüdisch-feministischen Agenda.

## Einflussreiche Autorinnen und Schriften
Der Historikerin Paula Hyman zufolge waren zwei Anfang der 1970er Jahre in den USA veröffentlichte Artikel zur Rolle der Frau im Judentum besonders einflussreich: In The Unfreedom of Jewish Women (Die Unfreiheit der jüdischen Frauen) kritisierte die deutsch-amerikanische Philosophin und jüdische Feministin Trude Weiss-Rosmarin die Stellung und Ungleichbehandlung der Frau nach jüdischem Recht. Sie nahm besonders die Folgen der jüdischen Ehegesetze für geschiedene und verlassene Frauen in den Fokus.
In The Jew Who Wasn’t There: Halakha and the Jewish Woman (Der Jude, der nicht da war: Halacha und die jüdische Frau) stellt Rachel Adler – damals orthodoxe Jüdin, heute Professorin für Judentum und Geschlecht am Hebrew Union College – männliche und weibliche Rollenbilder im traditionellen jüdischen Glauben einander gegenüber.
Mit Standing Again at Sinai. Judaism from a Feminist Perspective (Und wieder stehen wir am Sinai. Eine jüdisch-feministische Theologie) legte Judith Plaskow 1991 eine Synthese der bisherigen jüdisch-feministischen Theologie vor. Sie geht der Frage nach, „was mit den zentralen Kategorien jüdischen Denkens – Tora, Israel und Gott – geschieht, wenn diese von Frauen mitdefiniert werden“.
1998 folgte Rachel Adlers Werk Engendering Judaism. An inclusive Theology and Ethics, ein feministischer Ansatz zu Fragen des Rechts, der Liturgie und der heterosexuellen Sexualität. Adler kombiniert und interpretiert Halacha und Aggada (rabbinische Geschichte) neu im Hinblick auf eine theologische und ethische Rekonstruktion des Judentums.
Im deutschsprachigen Raum gilt die Schweizer Mediävistin Marianne Wallach-Faller (1942–1997) als zentrale Persönlichkeit des jüdisch-feministischen Aufbruchs. 2000 wurde posthum die Anthologie Die Frau im Tallit in Zürich herausgegeben mit 34 aus ihrem Nachlass zusammengestellten Texten über die Stellung der Frauen im Judentum, biblische Frauengestalten, den jüdisch-christlichen Dialog und den Antijudaismus in der christlichen Theologie.
2003 erschien The Female Face of God in Auschwitz (Das weibliche Gesicht Gottes in Auschwitz). Dieses Werk der englischen Theologin Melissa Raphaels ist die erste umfassende Schrift einer jüdisch-feministischen Theologie des Holocaust. Raphael setzt sich darin aus jüdischer und feministischer Perspektive anhand autobiografischer Texte von überlebenden Frauen des Holocaust mit der Frage nach Gott in Auschwitz auseinander. Sie interpretiert die Formen der Schwesterlichkeit, hier besonders das praktische füreinander Sorgen unter menschenunwürdigen Verhältnissen, als Bilder der Anwesenheit Gottes.

## Jüdisch-feministische Theologie
Ein Konzept der jüdisch-feministischen Theologie ist die Betonung der weiblichen Seite Gottes, die im Siddur (Gebetbuch) und im Gottesdienst sichtbar werden soll.
1976 veröffentlichte Rita Gross den Artikel „Weibliches Sprechen von Gott in einem jüdischen Kontext“ (Davka Magazin 17), den Judith Plaskow für den wahrscheinlich ersten Artikel hält, der sich theoretisch mit dem im Titel genannten Thema befasst. Gross gehörte zur Zeit der Veröffentlichung selbst dem Judentum an.

Die Religionswissenschaftlerin Naomi Janowitz und die Rabbinerin Margaret Wenig brachten 1976 im Selbstverlag Siddur Nashim heraus, das erste Sabbatgebetbuch, das Gott mit weiblichen Pronomen und Bildern beschreibt. Die rekonstruktionistische Rabbinerin Rebecca Alpert kommentierte: 
„Die Erfahrung des Gebets mit dem Siddur Nashim […] hat meine Beziehung zu Gott verwandelt. Zum ersten Mal verstand ich, was es bedeutet, nach dem Ebenbild Gottes geschaffen zu sein, mir Gott als eine Frau wie ich selbst bin vorzustellen, Sie als mächtig und zugleich fürsorglich, Sie mit einem weiblichen Körper, mit Schoß und Brüsten versinnbildlicht zu sehen – dies war eine Erfahrung von höchster Bedeutsamkeit. War dies die Beziehung der Menschen zu Gott durch die Jahrtausende? Wie wundervoll war es, Zugang zu diesen Gefühlen und Einsichten zu finden.“
1990 schrieb Margaret Wenig eine Predigt mit dem Titel Gott ist eine Frau und sie wird immer älter, die bis 2011 zehn Mal wieder aufgelegt (drei Mal auf Deutsch) wurde und Predigten von Rabbinern von Australien bis Kalifornien zugrunde lag.

Rabbinerin Paula Reimers erläuterte ihre Auffassung wie folgt: „Wer die ‚Gott/Sie-Sprache‘ benutzt, möchte die Weiblichkeit der Gottheit und ihre weiblichen Aspekte bejahen, indem man das hervorhebt, was die weibliche am deutlichsten von der männlichen Erfahrung unterscheidet. Eine männliche oder weibliche Gottheit kann etwas durch Sprache oder Handlung erschaffen, aber die genuine weibliche Metapher für Schöpfung ist die Geburt. Wenn Gott als weiblich bezeichnet wird, dann ist diese Geburts-Metapher und die Identifikation der Gottheit mit der Natur und ihren Vorgängen unvermeidlich.“ Die reformjüdische Theologin Ahuva Zache bestätigt, dass männliche wie weibliche Sprache etwas Gutes sein können, wenn von Gott gesprochen werde. In der „Thora der Union for Reform Judaism“ erinnert sie daran, dass Gott jenseits der Geschlechter (gender) ist: 
„Ist Gott männlich, weiblich, beides oder keines von beidem? Wie sollten wir unsere Gebete hinsichtlich des Genders Gottes formulieren?“ […] „Feminine Bildlichkeit bedroht das Judentum in keiner Weise. Im Gegenteil verstärkt es das jüdische Verständnis von Gott, das nicht auf maskuline Metaphorik beschränkt sein sollte. Menschliche Sprache zur Beschreibung Gottes ist immer metaphorisch. Männliche und weibliche Bilder zu benutzen, ist ein Weg, um uns darauf aufmerksam zu machen, dass alle Gender-Beschreibungen nur metaphorisch sind. Gott ist jenseits des Geschlechts.“
Diese Sichtweisen werden auch innerhalb der liberalen Strömungen des Judentums kontrovers diskutiert. Orthodoxe und viele konservative Juden betrachten es als falsch, weibliche Pronomen für Gott zu verwenden. Sie sehen darin einen Einbruch der modernen feministischen Ideologie in die jüdische Tradition. Liberale Gebetbücher vermeiden zunehmend spezifisch männliche Ausdrücke und versuchen sich gender-neutral auszudrücken. So das Gebetbuch Siddur Lev Chadash (1995) der liberalen Bewegung des Vereinigten Königreichs, wie auch das Gebetbuch Forms of Prayer (2008) der dortigen Reformbewegung.
Im Mishkan T'filah, dem reformjüdischen Gebetbuch, das 2007 veröffentlicht wurde, wurde der Bezug auf Gott durch das bisher übliche Personalpronomen „er“ beseitigt. Wenn die jüdischen Patriarchen Abraham, Isaak und Jakob erwähnt werden, dann werden auch Sarah, Rebecca, Rachel und Leah genannt.
2015 wurde das reformjüdische Gebetbuch „Hohe Feiertage“" (High Holy Days) veröffentlicht. Es ist als Begleitbuch zum Mishkan T'filah gedacht und enthält eine Version des Gebetes Awinu Malkenu, die auf Gott als „liebenden Vater“ ebenso wie als „barmherzige Mutter“ Bezug nimmt. Andere bemerkenswerte Veränderungen betreffen eine Zeile aus dem früheren Gebetbuch der Reformbewegung, „Tore der Umkehr“ (“Gates of Repentance”), die die Freuden von Braut und Bräutigam jeweils besonders erwähnte. Diese Zeile wurde durch den
Ausdruck „glückliche Paare unter dem Hochzeitsbaldachin“ (Chuppa) ersetzt. Für den Ruf der Gläubigen zur Tora wurde zusätzlich zu den geschlechtsspezifischen Wendungen „Sohn von“ oder „Tochter von“ die neutrale Formulierung „aus dem Hause von“ angeboten.

## Orthodoxes Judentum und jüdischer Feminismus

### Orthodoxer jüdischer Feminismus
Orthodoxer jüdischer Feminismus versucht, anders als etwa das Reformjudentum oder die Rekonstruktionisten, die Rolle der Frau von der Halacha ausgehend zu verändern.
Orthodoxer Feminismus arbeitet innerhalb der halachischen Ordnung in Zusammenarbeit mit Rabbinern und rabbinischen Einrichtungen, um inklusivere Formen orthodoxer Gemeindepraxis und -leitung zu entwickeln. Orthodoxer Feminismus zielt eher auf einzelne Streitfragen wie die Aguna, die Förderung der weiblichen Bildung, der Förderung von Führungspositionen, der Teilnahme an rituellen Handlungen und der Frauenfreundlichkeit der Synagogen. Anders als andere Konfessionen behalten die Orthodoxen die Teilung der Synagoge bei und rechnen Frauen nicht zum Minyan. Die nur aus Frauen bestehende Gebetsgruppe „Women’s Tefilla Group“ begann als Teil orthodoxer Glaubenspraxis in den 70er Jahren und besteht bis heute.
Neue Bildungsprogramme haben Frauen im Studium des Talmud und anderer rabbinischer Literatur ausgebildet, wobei dieses Studium das Niveau einer Yeshivah oder eines Kollel für Männer erreicht. Dazu gehören das Drisha Institute (1979 gegründet), das Pardes Institute of Jewish Studies und das Matan Women’s Institute for Torah Studies.
1997 gründete Blu Greenberg die Jewish Orthodox Feminist Alliance (JOFA), um für die verstärkte Teilhabe und Führungsrolle der Frauen einzutreten und eine Gemeinschaft gleichgesinnter Männer und Frauen zu gründen. JOFA zielte unter anderem auf die Aguna, Bat Mitzvah, Stipendien für Frauen, Frauengebet, Ritus, Leitungsfunktionen von Frauen in der Synagoge und religiös-theologische Führungsrollen von Frauen.
1997 wurde zudem Gail Billig die erste Präsidentin einer großen orthodoxen Synagoge für die Congregation Ahavath Torah in Englewood, New Jersey, USA.
2002 wurden die ersten partnerschaftlichen Minyanim begründet, Shira Hadasha in Jerusalem und Darkhei Noam in New York City. Diese Gemeinden erreichen ein Höchstmaß der Beteiligung von Frauen am Gebet, soweit es die Halacha zulässt. Diese Praxis wird teilweise als unvereinbar mit der Orthodoxie kritisiert, obwohl ihre Vertreter leidenschaftlich auf dem orthodoxen Charakter ihrer Auffassung bestehen. Die Synagogen sind getrennt und zählen Frauen nicht zum Minyan, weshalb Frauen von allen Teilen des Gottesdienstes ausgeschlossen sind, die ein Quorum verlangen. Dr. Elana Sztokman, frühere Geschäftsführerin der JOFA, hat dies ausführlich in ihrer Schrift „The Men’s Section: Orthodox Jewish Men in an Egalitarian World“ dargestellt. Sie untersuchte den Widerspruch, dass der partnerschaftliche Minyan oft als orthodox verteidigt und als nicht-orthodox angegriffen wird. Heute existieren weltweit über 35 Partnerschafts-Minyanim.
Ein weiteres Ereignis von historischer Bedeutung fand 2009 statt, als die Rabbinerin „Rabba“ Sara Hurwitz erste offiziell ordinierte orthodoxe Rabbinerin wurde. Avi Weiss gründete eine Ausbildungsstätte für orthodoxe Rabbinerinnen, die Yeshivat Maharat (ein Akronym für „Morah hilkhatit rabbanit toranit“ – rabbinischer halachischer Tora-Lehrer). Rabbiner Weiss kündigte anfangs die Bezeichnung „Rabba“ für Absolventinnen an, aber nach einer Drohung des Rabbinerrats, ihn auszuschließen, zog er den Vorschlag zurück und schuf den Ausdruck Maharat. Die erste Gruppe künftiger Maharot absolvierte ihr Studium im Jahre 2013. Es waren die Maharot Ruth Balinksy-Friedman, Rachel Kohl Finegold und Abby Brown Scheier. 2015 wurde Yaffa Epstein vom Yeshivat Maharat als „Rabba“ ordiniert, Lila Kagedan erstmals als „Rabbi“.
Im Januar 2013 wurde Tamar Frankiel Präsidentin der Academy for Jewish Religion in Kalifornien. Sie war die erste orthodoxe Leiterin einer US-amerikanischen Rabbinerschule. Die Schule ist überkonfessionell, nicht orthodox.

### Ultraorthodoxe Stellungnahmen zum Feminismus
Die führenden Persönlichkeiten des Ultraorthodoxen Judentums bezeichnen gewöhnlich alle Formen des Feminismus als reformistisch, nichtjüdisch oder als Bedrohung für die jüdische Tradition. Ein Artikel in der Zeitschrift Cross-currents (deutsch: „Querströmungen“) führt in der Kritik voranschreitender weiblicher Führungsrollen aus: „Die Gesamtheit des traditionelle religiösen jüdischen Lebens, einschließlich seiner alten Ritualgesetze und gesellschaftlichen Normen widerspiegelt die Werte der Tora, auch wenn sie nicht formell kodifiziert sind; jeder Aspekt unserer viele Jahrtausende alten Lebensweise in Religion, Tradition und Gemeindeordnung ist in Halacha- oder Haschkafa-Grundsätze eingebettet oder auf diese gegründet. Diese Grundsätze mögen dem Uneingeweihten nicht erkennbar sein, aber das Unvermögen, diese zu erkennen, gibt nicht die Erlaubnis, sie abzulehnen, aufzugeben oder zu reformieren.“ Die These der Ultraorthodoxie ist also, dass der Feminismus die Tora verändert.
Die ultraorthodoxe Strömung ist außerdem mit einem essentialistischen Verständnis der Unterschiede von Mann und Frau verbunden, deren Wurzeln in Gottes Schöpfungswillen gesehen werden. Weiblichkeit wird nach dieser Vorstellung in König Salomons Gedicht „Eine Frau von Wert“ mustergültig ausgedrückt. Dieses Gedicht preist eine Frau dafür, dass sie den Haushalt in Ordnung hält, für die Familie sorgt und das Essen zubereitet. Dieses Verhalten wird an Frauen als Teil ihrer Weisheit, ihres Mutes, ihrer Schöpfungskraft, ihrer Hingabe, Selbstlosigkeit und möglicherweise auch ihres scharfen Geschäftssinns bewundert.
Das pädagogische Hauptanliegen ist in dieser Sicht, Mädchen und junge Frauen zu erziehen, zu bilden und dazu zu ermutigen, Ehefrauen und Mütter großer Familien zu werden, die sich der strengen Lebensform des Torah-Judentums verpflichten. Die meisten Frauen der Orthodoxie erhalten ihre Ausbildung in den ausschließlich für sie bestimmten Beis Yaakov-Schulen. Deren Curriculum enthält kein Tora-Studium und keine für Männer bestimmte Inhalte, die diese in ihrer Jeschiva studieren. In manchen ultraorthodoxen Gemeinden ist die Bildung der Mädchen in weltlichen Fächern wie Mathematik sogar der der Jungen überlegen, da Jungen den religiösen Fächern mehr Zeit widmen können und weil viele Frauen einer bezahlten Arbeit nachgehen, um ihren Ehemännern das Vollzeitstudium der Tora zu ermöglichen oder ein Zusatzeinkommen zu erzielen.
Innerhalb des ultraorthodoxen Judentums gibt es keine Bestrebungen, Rabbinerinnen auszubilden oder Frauen im Talmud zu schulen. Im Herbst 2015 lehnte die Agudath Israel of America, Teil des haredischen Judentums, Anträge zur Ordination von Frauen ab und erklärte Yeshivat Maharat, Yeshivat Chovevei Torah, Open Orthodoxy und andere Gruppierungen zu Bewegungen von Dissidenten, ähnlich anderen der jüdischen Geschichte, die grundlegende Lehren des Judentums abgelehnt hätten. Haredische Frauen sind dabei aber anders als Männer modernen Ideen und weltlicher Erziehung ausgesetzt. Professor Tamar El-or untersuchte in ihrer Monographie Educated and Ignorant über die Erziehung und Bildung der Frauen in der Gerer Rabbiner-Dynastie den Einfluss der koedukativen Bildung auf die Emanzipation der Frau.

### Feministische Bewegung im ultraorthodoxen Judentum in Israel
In Israel finden sich Ansätze einer beginnenden feministischen Bewegung im ultraorthodoxen Judentum. Während der Parlamentswahlen 2013 führte Esti Shushan 2013 eine feministische Gruppe an, die Frauen auf die Listen der Parteien der Ultraorthodoxen bringen wollte. In der Kampagne wurden Frauen aufgerufen, Parteien, die Frauen ausschließen, keine Stimme zu geben. In den Kommunalwahlen desselben Jahres kandidierten drei ultraorthodoxe Frauen: Shira Gergi in Safed, Ruth Colian in Petach Tikva und Racheli Ibenboim in Jerusalem. Gergi wurde als einzige gewählt und so zur ersten ultraorthodoxen Stadträtin. Seit 1993 ist sie die erste Frau im dortigen Stadtrat.
Eine der prominentesten Stimmen ist Adina Bar-Shaloms, Tochter des verstorbenen israelischen sefardischen Oberrabbiners Ovadja Josef. Bar Shalom gründete das Haredi College von Jerusalem, äußert sich regelmäßig zur Bedeutung der Frauenbildung und der Arbeit der Frau. 2013 gründete sie in Elad eine Partei ausschließlich für Frauen. 2014 erwog sie, sich um die Präsidentschaft des Staates Israel zu bewerben. Im März 2014 schrieb sie, die feministische Revolution habe schon begonnen, „der Zug sei schon angefahren“.
Eine weitere Stimme der Bewegung ist Esty Reider-Indorskys. Im März 2014 machte sie bekannt, unter dem Namen eines Mannes, „Ari Solomon“, beliebte orthodoxe Kolumnen geschrieben zu haben. In einem Artikel in der Zeitschrift YNet erklärte Reider-Indorsky, es entstehe eine starke feministische Bewegung in der orthodoxen Gemeinschaft. Sie forderte nichtorthodoxe Jüdinnen auf, sich aus dieser inneren Revolution herauszuhalten. „Bevormundet uns nicht“, schreibt sie. „Macht keine Revolution für uns, wir machen sie auf unsere Weise und wir machen sie besser: Es gibt eine große Zahl von Juristinnen, Unternehmensgründerinnen […] orthodoxe Frauen mit akademischer Karriere, Frauen, die jede Art von Wandel vorantreiben […] Der Wandel wird kommen, er ist bereits da“.

## Funktionsträgerinnen innerhalb der Jüdischen Religion seit dem 19. Jahrhundert
Seit der Gründung des Reformjudentums zu Beginn des 19. Jahrhunderts gab es auch in anderen Strömungen des Judentums Bestrebungen einzelner Frauen leitende Rollen im religiösen Leben einzunehmen.
1845 erklärten Rabbiner bei der Frankfurter Synode des entstehenden Reformjudentums, dass Frauen zum Minjan zählen. Damit legten sie formell fest, was seit 1811 gängige Praxis war.
1854 schrieb Fanny Neuda das erste jüdische Gebetbuch, das jemals von einer Frau für Frauen geschrieben wurde.„Stunden der Andacht“ wurde in der englischen Übersetzung „Hours of Devotion“ 1866 in den USA veröffentlicht. 2015 wurde eine Gedenkplatte in Loštice enthüllt, wo sie lebte, als ihr Ehemann dort als Rabbiner tätig war.
1884 wurde die gebürtige Deutsche Julie Eichberg (Julie Rosewald) die erste US-amerikanische Kantorin. Sie war im Temple Emanu-El (San Francisco) tätig, obwohl sie nicht ordiniert war. Ihr Kantorendienst dauerte bis 1893.
Am 14. September 1890 hielt Ray Frank die Rosch ha-Schana-Predigt in Spokane, Washington. Damit war sie die erste Frau, die von einer Kanzel herab predigte, obwohl sie nicht Rabbiner war.
Am 18. März 1922 veranstaltete der US-amerikanische Rabbiner Mordechai M. Kaplan die erste öffentliche Bat Mitzwa-Feier in den USA für Mädchen, genauer gesagt für seine Tochter Judith. Die Feier fand in seiner Synagoge der Society for the Advancement of Judaism in New York City statt. Judith Kaplan trug dabei den Eingangssegen vor, las einen Teil des Toraabschnitts der Woche auf Hebräisch und Englisch und stimmte den Schlusssegen an. Mordecai M. Kaplan, zu dieser Zeit nach eigenen Angaben noch Angehöriger der orthodoxen Richtung, trat dem Konservativen Judentum bei und wurde später der Gründer des Rekonstruktionistischen Judentums. Er beeinflusste Juden aller Richtungen des nicht-orthodoxen Judentums durch seine theologische Lehre am Jewish Theological Seminary of America.
1922 nahmen Martha Neumark und ihr Vater an einer Konferenz der Central Conference of American Rabbis (CCAR) teil. Es gelang ihr, die CCAR von der Ordination von Rabbinerinnen zu überzeugen. In einem Gutachten erklärte die CCAR 1922, „[…] einer Frau kann das Privileg der Ordination zum Rabbineramt nicht rechtmäßig verweigert werden.“ 56 Vertreter der CCAR stimmten für, 11 gegen diese Aussage. Aber der Vorstand der Hochschule lehnte weiterhin die Berücksichtigung von Frauen für die Ordinierung ab, nach Neumarks Angaben stimmten sechs Laien dagegen und zwei Rabbiner dagegen. Neumark wurde daraufhin lediglich zur Verwaltungsdirektorin ernannt, sie wurde nicht ordiniert, obwohl sie siebeneinhalb Jahre in Rabbinerschulen verbracht hatte.
1922 trat Irma Lindheim dem Jewish Institute of Religion in New York City bei, das sie schließlich für das „größere Anliegen des Zionismus“ verließ. 1923 beantragte sie am Institut die Umwandlung ihres Status von einer „Sonderstudentin“ in eine reguläre Studention des Rabbinerprogramms. Die Fakultät befürwortete im Mai in ihrer Reaktion auf den Antrag, dass alle Frauen auf der gleichen Basis wie Männer zum Studium zugelassen werden sollten.
1935 wurde Regina Jonas weltweit die erste offiziell ordinierte Rabbinerin. Die Semicha wurde von Rabbiner Max Dienemann vorgenommen, dem Vorsitzenden der Vereinigung liberaler Rabbiner in Offenbach am Main. Sie war anschließend hauptsächlich als Religionslehrerin tätig. 1944 wurde sie in Auschwitz ermordet, ihr Wirken blieb jahrzehntelang vergessen.
1939 schloss Helen Levinthal als erste US-Amerikanerin die vollständige Rabbinerausbildung am Jewish Institute of Religion in New York ab. Ihre Abschlussarbeit behandelte das Frauenwahlrecht aus der Sicht des jüdischen Religionsgesetzes. Sie erhielt lediglich einen Masterabschluss in Hebräischer Literatur und ein Zertifikat mit einer Auszeichnung ihrer Leitungen, aber nicht die bei Männern übliche zusätzliche Ordination, da die Fakultät einen solchen Schritt noch für verfrüht hielt.
1955 erklärte das Committee on Jewish Law and Standards of Conservative Judaism Frauen für berechtigt, die Segensgesänge vor und nach der Lesung vorzutragen. In den späten 1960ern wurde die erste orthodoxe Tefilla Gebetsgruppe gegründet (am Feiertag Simchat Tora) in der Lincoln Square Synagogue in Manhattan. 1973 verabschiedete das Committee on Jewish Law and Standards eine Takkana (Regelung), die Frauen erlaubte, einen Minjan zu bilden.
1973 beschloss die „United Synagogue of America“, der Gemeindeverband der Konservativen (heute „United Synagogue of Conservative Judaism“ genannt), allen Frauen die Beteiligung an den Riten des Gottesdienstes zu gestatten und die sie hinsichtlich der Leitungsaufgaben, der Amts- und Lehrautorität und der Verantwortung für das Gemeindeleben den Männern gleichzustellen. 1974 übernahm das Committee on Jewish Law and Standards eine Reihe von Vorschlägen, die Männer und Frauen in allen Bereichen des Rituals, einschließlich des Dienstes als Gebetsleiterinnen gleichstellten.

### Rabbinerinnen ab 1970
Erst seit den 1970er Jahren finden sich in unterschiedlichen Richtungen des Judentums zunehmend Frauen als Rabbinerinnen. In den USA erhielt 1972 erstmals eine Vertreterin des Reformjudentums die Semicha. 1974 folgte eine Vertreterin des Rekonstruktionismus, 1975 wurde die erste Rabbinerin in England ordiniert, 1985 erstmals eine Absolventin des konservativen Judentums, und schließlich 2009 eine Vertreterin des orthodoxen Judentums. Mit Elisa Klapheck (2009) und Alina Treiger (2010) wurden zwei Vertreterinnen des liberalen Judentums als erste Rabbinerinnen nach der Shoa in Deutschland ordiniert. Treiger ist die zweite Rabbinerin überhaupt, die in Deutschland ausgebildet worden ist. Bis heute sind allerdings hauptsächlich in großen Gemeinden Widerstände gegen die Anstellung von Rabbinerinnen festzustellen.

## Jüdische Feministinnen
Die folgende Liste bekannter jüdischer Persönlichkeiten, die Positionen des Feminismus, des jüdischen Feminismus oder der jüdischen Frauenbewegungen vertreten, ist alphabetisch angeordnet. Diese Liste ist naturgemäß unvollständig. 
- Bella Abzug
- Kathy Acker
- Emma Adler
- Schulamit Aloni
- Jenny Apolant
- Hannah Arendt
- Ludmilla Assing
- Ella Georgine Auerbach
- Anita Augspurg
- Margarete Berent
- Cora Berliner
- Judy Blume
- Daniel Boyarin
- Helene Shani Braun
- Ina Britschgi-Schimmer
- Susan Brownmiller
- Judith Butler
- Silvina Chemen
- Judy Chicago
- Hélène Cixous
- Croner, Else
- Regine (Regina) Deutsch
- Hedwig Dohm
- Andrea Dworkin
- Dora Edinger
- Eve Ensler
- Ernestine Eschelbacher
- Susan Faludi
- Shulamith Firestone
- Trude (Gertrude) Fleischmann
- Käte Frankenthal
- Recha Freier
- Betty Friedan
- Henriette Fürth
- Sarah Michelle Gellar
- Ruth Bader Ginsburg
- Emma Goldman
- Betty Halff-Epstein
- Henriette Goldschmidt
- Johanna Goldschmidt
- Hanna Grunwald-Eisfelder
- Susannah Heschel
- Jenny Hirsch
- Rahel Hirsch
- Anat Hofman
- Laura Janner-Klausner
- Elfriede Jelinek
- Erica Jong
- Deborah Kahn-Harris
- Hannah Karminski
- Luise Kautsky
- Michael Kimmel
- Lydia Rabinowitsch-Kempner
- Elisa Klapheck
- Melanie Klein
- Naomi Klein
- Barbara Kruger
- Anna Kuliscioff
- Nelly Las
- Käthe Leichter
- Gerda Lerner
- Fanny Lewald
- Luciy Nelly Liefmann
- Hilde Lion
- Johanna Löwenherz
- Frederica Sagor Maas
- Henriette May
- Lina Morgenstern
- Margarete Therese Muehsam-Edelheim
- Marie Munk
- Shlomit Naim Naor
- Hertha Nathorff
- Hilde Neumann
- Martha Nussbaum
- Tillie Olsen
- Tamara Or
- Bertha Pappenheim
- Judith Plaskow
- Nora Platiel
- Alice Prausnitz
- Sally Priesand
- Avital Ronell
- Rachel Rosenthal
- Tamar Ross
- Alice Rühle-Gerstel
- Muriel Rukeyser
- Alice Salomon
- Sheryl Sandberg
- Noa Sattath
- Zalman Schachter-Shalomi
- Myrtha Schalom
- Erna Scheffler, geb. Friedenthal
- Therese Schlesinger-Eckstein
- Ottilie Schönewald
- Rosika Schwimmer
- Eve Kosofsky Sedgwick
- Alice Shalvi
- Susan Sontag
- Annie Sprinkle
- Gertrude Stein
- Gloria Steinem
- Rita Thalmann
- Evelyn Torton Beck
- Margarete Turnowsky-Pinner
- Wendy Wasserstein
- Sidonie Werner
- Ruth Westheimer
- Naomi Wolf
- Elizabeth Wurtzel